# 맥용 오피스 2004
맥용 오피스 2004(Office for Mac 2004, 오피스 포 맥 2004)은 마이크로소프트에서 2004년 5월 11일에 발표한 맥용 오피스이며, 버전은 11.0이다.
2012년 1월 10일에 지원이 중단되었다.

## 에디션
맥용 마이크로소프트 오피스 2004은 워드 2004, 파워포인트 2004, 엑셀 2004, 앙투라지 2004가 포함되어있으며, 다음과 같은 에디션으로 나뉜다.
- 맥용 오피스 2004 스탠다드 에디션
- 맥용 오피스 2004 프로페셔녈 에디션
- 맥용 오피스 2004 스튜던트 앤 티쳐 에디션

## 같이 보기
- 마이크로소프트 오피스 2003